# Česká botanická společnost
Česká botanická společnost (ČBS) je organizace sdružující zájemce o botaniku. Působí jako vědecká společnost při Akademii věd České republiky. Společnost pokračuje v činnosti Československé botanické společnosti, která byla založena 17. června 1912 pod jménem Česká botanická společnost (Societas botanica čechica). Její sídlo je od počátku v budově Benátská 2 v Praze, prvním předsedou byl Josef Velenovský. Od počátku pořádala přednášky, exkurze po celé zemi. Jednou ročně je pořádána konference ČBS, každé léto probíhá floristický kurz.

## Publikační činnost
Preslia – časopis vyšel poprvé v roce 1914, těsně před válečným přerušením činnosti ČBS. Pojmenován byl na počest význačných botaniků Jana Svatopluka Presla a Karla Bořivoje Presla. V současnosti je Preslia recenzovaný vědecký impaktový časopis uveřejňující doklady původního výzkumu z oblastí rostlinné systematiky, morfologie, fytogeografie, ekologie a vegetace s geografickým zaměřením na střední Evropu.
Zprávy ČBS – časopis Zprávy Československé botanické společnosti začal vycházet v roce 1966 z podnětu Floristické sekce a Hlavního výboru ČSBS a měl do jisté míry nahradit v roce 1953 zaniklé Československé botanické listy. Časopis byl koncipován jako neperiodická publikace, zveřejňující floristické, taxonomické, fytogeografické a geobotanické příspěvky a v neposlední řadě i informace o činnosti ČSBS a zprávy z botanického života. V současné době jsou Zprávy ČBS jediným čistě botanickým periodikem s celostátní působností, které uveřejňuje články v češtině.
Bryonora – časopis bryologicko-lichenologické sekce ČBS vychází od roku 1988. Zpravodaj Bryonora uveřejňuje kratší původní a shrnující práce z oboru bryologie a lichenologie, zprávy o konaných akcích, recenze, personalia, kompletní novinky české i slovenské bryologické a lichenologické literatury a další informace týkající se obou oborů. Časopis vychází dvakrát ročně a publikuje články v češtině, slovenštině i angličtině.

## Pobočky
Česká botanická společnost se dělí na několik tematicky zaměřených sekcí (např. floristická, bryologicko-lichenologická) a geograficky definovaných poboček (např. Moravskoslezská, Jihočeská). Pobočky a sekce vyvíjí vlastní činnost, například pořádají exkurze, přednášky, workshopy apod.